# Oneirodes
Oneirodes is een geslacht van straalvinnige vissen uit de familie van armvinnigen (Oneirodidae). Het geslacht is voor het eerst wetenschappelijk beschreven in 1871 door Luetken.

## Soorten
- Oneirodes acanthias (Gilbert, 1915)
- Oneirodes alius Seigel & Pietsch, 1978
- Oneirodes anisacanthus (Regan, 1925)
- Oneirodes appendixus Ni & Xu, 1988
- Oneirodes basili Pietsch, 1974
- Oneirodes bradburyae Grey, 1956
- Oneirodes bulbosus Chapman, 1939
- Oneirodes carlsbergi (Regan & Trewavas, 1932)
- Oneirodes clarkei Swinney & Pietsch, 1988
- Oneirodes cristatus (Regan & Trewavas, 1932)
- Oneirodes dicromischus Pietsch, 1974
- Oneirodes epithales Orr, 1991
- Oneirodes eschrichtii Lütken, 1871
- Oneirodes flagellifer (Regan & Trewavas, 1932)
- Oneirodes haplonema Stewart & Pietsch, 1998
- Oneirodes heteronema (Regan & Trewavas, 1932)
- Oneirodes kreffti Pietsch, 1974
- Oneirodes luetkeni (Regan, 1925)
- Oneirodes macronema (Regan & Trewavas, 1932)
- Oneirodes macrosteus Pietsch, 1974
- Oneirodes melanocauda Bertelsen, 1951
- Oneirodes micronema Grobecker, 1978
- Oneirodes mirus (Regan & Trewavas, 1932)
- Oneirodes myrionemus Pietsch, 1974
- Oneirodes notius Pietsch, 1974
- Oneirodes pietschi Ho & Shao, 2004
- Oneirodes plagionema Pietsch & Seigel, 1980
- Oneirodes posti Bertelsen & Grobecker, 1980
- Oneirodes pterurus Pietsch & Seigel, 1980
- Oneirodes rosenblatti Pietsch, 1974
- Oneirodes sabex Pietsch & Seigel, 1980
- Oneirodes schistonema Pietsch & Seigel, 1980
- Oneirodes schmidti (Regan & Trewavas, 1932)
- Oneirodes theodoritissieri Belloc, 1938
- Oneirodes thompsoni (Schultz, 1934)
- Oneirodes thysanema Pietsch & Seigel, 1980
- Oneirodes whitleyi Bertelsen & Pietsch, 1983